# Carrickfergus Knights
Die Carrickfergus Knights sind ein American-Football-Team aus der nordirischen Stadt Carrickfergus.

## Geschichte
Der Verein wurde im Oktober 1993 gegründet. Seit 1994 spielen sie in der irischen Liga IAFL mit. Gleich in ihrem ersten Jahr gelang es den Knights in den Shamrock Bowl einzuziehen, verloren diesen aber mit 15:22 gegen die Dublin Tornadoes. Auch 1995 mussten sie sich den Tornadoes geschlagen geben, diesmal mit 12:44. 1997 konnten die Knights dann den Shamrock Bowl gewinnen, mit einem 21:0 gegen die Dublin Bulls. Es folgten zwei weitere Titel 1998 und 2002 sowie vier Vizemeistertitel. Mit 9 Teilnahmen am Shamrock Bowl sind sie Rekordteilnehmer.